# Tommaso Latini
Tommaso Latini (Roseto degli Abruzzi, 17 ottobre 1893 – Dobrova, 7 maggio 1942) è stato un militare italiano.

## Biografia
Entrato molto giovane nell'Accademia militare, fu assegnato al reggimento Granatieri di Sardegna. Durante la prima guerra mondiale si distinse diverse volte in combattimento, venendo ferito due volte in battaglia e decorato con 3 medaglie d'argento al valore. Proseguì la sua carriera arrivando al grado di colonnello. Fu Aiutante di Campo, di Vittorio Emanuele III. Per i suoi ottimi servigi, il Sovrano gli conferì il titolo nobiliare di Conte.  Durante la Seconda guerra mondiale, nel maggio 1941, fu dislocato, con il suo reparto, in Slovenia e Croazia. L'unità partecipò così, alle operazioni contro le bande partigiane locali. Nel maggio del 1942, durante un'imboscata nei pressi di Dobrova, da parte dei partigiani di Tito, al comando del II reggimento granatieri, cadde vittima in combattimento. Le ultime sue parole furono "W i granatieri" Per questa azione gli fu assegnata un'altra medaglia d'argento.
Il 1º giugno 1942 la sua salma fece ritorno a Roseto degli Abruzzi dove riposa nel Cimitero cittadino.